# 극동역
극동역(極洞驛)은 조선민주주의인민공화국 함경북도 명간군에 위치한 평라선의 철도역이다.

## 연혁
- 1926년 12월 1일: 영업 개시[1]